# コートニー・ラプランテ
コートニー・ラプランテ（Courtney LaPlante、1989年2月26日 - ）は、カナダのヘヴィメタルバンド、スピリットボックスのリードボーカルとして最もよく知られているアメリカ人歌手である。

## 経歴
アメリカ生まれのラプランテは、カナダに移住後、10代の頃からバンドで歌い始めた。彼女は、現在は解散したアメリカのメタルコアバンド、Iwrestledabearonceのリードボーカルとして成功を収めた。バンドの初代ボーカリストの後継者として、ラプランテは2012年から2015年までバンドでレコーディングとパフォーマンスを行った。彼女は、2枚目のアルバム『Hail Mary』（2015年）をリリースした数ヶ月後にバンドを脱退。
2016年、ラプランテは長年のバンド仲間であるマイク・ストリンガーと共にカナダに戻り、そこで結婚。二人はラプランテのそれぞれのバンドで共に演奏してきた。Iwrestledabearonceでの経験を経て、独自のクリエイティブ・アイデンティティを確立したいと考えた二人は、2017年にスピリットボックスを結成した。彼らは2枚のスタジオ・アルバム『Eternal Blue』（2021年）、『Tsunami Sea』（2025年）と、いくつかのEPをリリースしている。